# Aphasia
Gli Aphasia sono un gruppo heavy metal/hard rock giapponese formatosi a Tokyo nel 1996.

## Formazione

### Formazione attuale
- Sion - voce (2015-presente)
- goe - chitarra (1996-presente)
- jun - batteria (1996-presente)

### Turnisti
- saki - basso (2006-presente)
- maki - tastiera (2006-presente)

### Ex componenti
- ten - chitarra (1996)
- jun2 - basso (1996-1997)
- Jitsu - basso (1997-2001)
- saki - basso (2001)
- sho - basso (2002-2005)
- luka - voce (2015)

## Discografia

### Album in studio
- 1999 - Mirage on the Ice
- 2001 - Wings of Fire
- 2003 - Labyrinth in My Heart
- 2004 - Wild and Innocent
- 2006 - Gambler

### Demo
- 1995 - Demo
- 1997 - Aphasia II

### EP
- 2005 - Mirage
- 2009 - Sweet Illusion